# 短柄南星
短柄南星（学名：Arisaema brevipes）是天南星科天南星属的植物，为中国的特有植物。分布在中国大陆的四川、陕西等地，生长于海拔1,000米的地区，多生在山沟中，目前尚未由人工引种栽培。